# Férfi 3 méteres szinkronugrás a 2014-es nemzetközösségi játékokon
A férfi 3 méteres szinkronugrást a 2014-es nemzetközösségi játékokon augusztus 1-jén, délelőtt rendezték meg, az edinburgh-i Royal Commonwealth Pool-ban.
A versenyszámot az angol Jack Laugher, Chris Mears összeállítású duó nyerte, közel 28 ponttal megelőzve az ausztrálok párosát, Matthew Mitchamet és Grant Nelt. A bronzérmet az angolok másik párosa, Nick Robinson-Baker és Freddie Woodward seperte be.

## Eredmények
| # | Tagállam   | Név                                        | Ugrások | Ugrások | Ugrások | Ugrások | Ugrások | Ugrások | Össz. pontszám |
| # | Tagállam   | Név                                        | 1       | 2       | 3       | 4       | 5       | 6       | Össz. pontszám |
| - | ---------- | ------------------------------------------ | ------- | ------- | ------- | ------- | ------- | ------- | -------------- |
|   | Anglia     | Jack Laugher / Chris Mears                 | 51,60   | 53,40   | 80,58   | 85,68   | 83,16   | 77,52   | 431,91         |
|   | Ausztrália | Matthew Mitcham / Grant Nel                | 52,20   | 51,00   | 70,20   | 66,30   | 79,80   | 83,64   | 403,14         |
|   | Anglia     | Nicholas Robinson-Baker / Freddie Woodward | 47,40   | 51,60   | 70,20   | 69,75   | 69,36   | 56,10   | 364,41         |
| 4 | Malajzia   | Ahmad Amsyar Azman / Ooi Tze Liang         | 45,60   | 48,60   | 68,82   | 65,28   | 55,65   | 69,36   | 353,31         |
| 5 | Kanada     | Maxim Bouchard / Riley McCormick           | 51,60   | 44,40   | 70,68   | 71,10   | 60,30   | 47,70   | 345,78         |
| 6 | Új-Zéland  | Li Feng Yang / Liam Stone                  | 45,60   | 46,20   | 67,50   | 58,50   | 66,60   | 52,02   | 336,42         |